# سوفیان متو
سوفیان متو (فرانسوی: Sophiane Méthot‎؛ زادهٔ ۳ اوت ۱۹۹۸) ژیمناست زن ترامپولین اهل کانادا است.